# Gare de Saint-Valery-Ville
Gare de Saint-Valery-Ville vasútállomás Franciaországban, Saint-Valery-sur-Somme településen.

## Vasútvonalak
Az állomást az alábbi vasútvonalak érintik:
- Chemin de Fer de la Baie de Somme

## Kapcsolódó állomások
A vasútállomáshoz az alábbi állomások vannak a legközelebb:
- Gare de Noyelles
- Gare de Cayeux-sur-Mer-Brighton-Plage
- Gare de Lanchères - Pendé